# Hendrik Boeschoten
Hendrik Erik Boeschoten (* 15. September 1950 in Hilversum; † 18. Februar 2024 in Amsterdam) war ein niederländischer Turkologe.

## Leben
Von 1968 bis 1980 studierte er Physik, Mathematik, Geschichte und Turkologie an der Universität Utrecht. 1970 graduierte er in Physik, 1975 in  Mathematik, 1977 in Arabisch, Persisch und Türkisch. Zwischen 1979 und 1990 arbeitete er als freiberuflicher Übersetzer im niederländischen Fernsehen. Er promovierte 1990 in Turkologie. Er arbeitete als Assistent (1980–81) am Institut für Ostwissenschaften der Universität Utrecht und an der Fakultät für Allgemeine Sprach- und Literaturwissenschaft der Universität Tilburg. Zwischen 1984 und 1991 unterrichtete er eine türkische Lehrerausbildung in Utrecht. Er arbeitete als Dozent für Turkologie an den Universitäten Frankfurt am Main (1991–1992), Bamberg (1998) und Gießen (2000–2001). Von 2002 bis 2015 hatte er den Lehrstuhl für Turkologie der Johannes Gutenberg-Universität Mainz inne und war bis 2012 auch geschäftsführender Leiter des Seminars für Orientkunde.
Hendrik Boeschoten starb im Februar 2024 im Alter von 73 Jahren.

## Schriften (Auswahl)
- Acquisition of Turkish by immigrant children. A multiple case study of Turkish children in the Netherlands aged 4 to 6. Wiesbaden 1990, ISBN 3-447-03025-9.
- (Hrsg.): Türkisches Lesebuch. Zeitgenössische Literatur mit Lexik und Grammatik. Wiesbaden 1995, ISBN 3-447-03669-9.
- mit Lars Johanson (Hrsg.): Turkic languages in contact. Wiesbaden 2006, ISBN 3-447-05212-0.
- Alexander stories in Ajami Turkic. Wiesbaden 2009, ISBN 978-3-447-05725-7.
- A Dictionary of Early Middle Turkic. Leiden & Boston 2023, ISBN 978-90-04-52518-4.